# 茂木力也
茂木 力也（もてぎ りきや、1996年9月27日 - ）は、埼玉県深谷市出身のプロサッカー選手。Jリーグ・RB大宮アルディージャ所属。ポジションはディフェンダー、ミッドフィールダー。

## 来歴
中学校卒業後、浦和レッズユースへ入団。2012年から各年代別の日本代表に選出され、2013年には2013 FIFA U-17ワールドカップのメンバー入りを果たした。代表では宮原和也とセンターバックのコンビを組んで、緻密なポジショニングの連携をしながら、DFラインを巧みにコントロールし、チームの16強入りに貢献した。
2014年4月、トップチームに2種登録選手として選手登録された。同年9月、ユースで同期の斎藤翔太
と共に2015年シーズンからのトップチーム昇格内定が発表された。
2016年1月、愛媛FCに1シーズン期限付き移籍することが発表された。
同年12月、モンテディオ山形に1シーズン期限付き移籍することが発表された。同年をもって愛媛の監督を退任した木山隆之とは、山形でも師弟関係となる。
2017年シーズン最終節のFC岐阜戦でプロ初ゴールをマーク。同年12月、移籍期間の1シーズン延長が発表された。
2018年7月、期限付き移籍を切り上げ浦和レッズに復帰。11月24日に行われたJ1第33節湘南ベルマーレ戦に3バックの左CBでスタメン出場し、浦和でのトップチームデビュー並びにJ1初出場を飾った。
2019年7月25日、3年ぶりに愛媛FCへ期限付き移籍することを発表した。2020シーズンからは完全移籍にて加入。2021年12月、契約満了により愛媛を退団した。
2021年12月29日、大宮アルディージャへの完全移籍が発表された。

## プレースタイル
DFとしては3バックでのリベロ、4バックでのサイドバック、MFとしては、ボランチ(アンカー)、など複数の守備的なポジションをこなすユーティリティープレーヤー であるが、オズワルド・オリヴェイラは上述の湘南戦後の会見でこれらのポジションの中で身長などの面から最もセンターバックが向いてないとし、「今後はボランチ、もしくはサイドで見てみたい」と話している。DFとしては小柄ながらも、中学時代にサッカーと並行してプレーしていたラグビーで培われた力の使い方で相手に対峙する。

## 所属クラブ
- 江南南サッカー少年団
- クマガヤサッカースポーツクラブ
- 浦和レッズユース（埼玉県立大宮武蔵野高等学校）
  - 2014年4月 - 同年12月 浦和レッズ（2種登録選手）
- 2015年 - 2019年  浦和レッズ
  - 2015年  Jリーグ・アンダー22選抜
  - 2016年  愛媛FC（期限付き移籍）
  - 2017年 - 2018年7月  モンテディオ山形（期限付き移籍）
  - 2019年7月 - 12月  愛媛FC（期限付き移籍）
- 2020年 - 2021年  愛媛FC
- 2022年 -  大宮アルディージャ / RB大宮アルディージャ

## 個人成績
| 国内大会個人成績 | 国内大会個人成績 | 国内大会個人成績 | 国内大会個人成績 | 国内大会個人成績 | 国内大会個人成績 | 国内大会個人成績 | 国内大会個人成績 | 国内大会個人成績 | 国内大会個人成績 | 国内大会個人成績 | 国内大会個人成績 |
| 年度             | クラブ           | 背番号           | リーグ           | リーグ戦         | リーグ戦         | リーグ杯         | リーグ杯         | オープン杯       | オープン杯       | 期間通算         | 期間通算         |
| 年度             | クラブ           | 背番号           | リーグ           | 出場             | 得点             | 出場             | 得点             | 出場             | 得点             | 出場             | 得点             |
| 日本             | 日本             | 日本             | 日本             | リーグ戦         | リーグ戦         | リーグ杯         | リーグ杯         | 天皇杯           | 天皇杯           | 期間通算         | 期間通算         |
| ---------------- | ---------------- | ---------------- | ---------------- | ---------------- | ---------------- | ---------------- | ---------------- | ---------------- | ---------------- | ---------------- | ---------------- |
| 2015             | 浦和             | 27               | J1               | 0                | 0                | 0                | 0                | 0                | 0                | 0                | 0                |
| 2016             | 愛媛             | 15               | J2               | 33               | 0                | -                | -                | 0                | 0                | 33               | 0                |
| 2017             | 山形             | 20               | J2               | 34               | 1                | -                | -                | 1                | 0                | 35               | 1                |
| 2018             | 山形             | 5                | J2               | 8                | 0                | -                | -                | 2                | 0                | 10               | 0                |
| 2018             | 浦和             | 17               | J1               | 1                | 0                | -                | -                | 0                | 0                | 1                | 0                |
| 2019             | 浦和             | 17               | J1               | 0                | 0                | -                | -                | 1                | 0                | 1                | 0                |
| 2019             | 愛媛             | 24               | J2               | 16               | 0                | -                | -                | -                | -                | 16               | 0                |
| 2020             | 愛媛             | 20               | J2               | 40               | 2                | -                | -                | 0                | 0                | 40               | 2                |
| 2021             | 愛媛             | 20               | J2               | 41               | 1                | -                | -                | 1                | 0                | 42               | 0                |
| 2022             | 大宮             | 22               | J2               | 33               | 1                | -                | -                | 0                | 0                | 33               | 1                |
| 2023             | 大宮             | 22               | J2               | 41               | 2                | -                | -                | 2                | 0                | 43               | 2                |
| 2024             | 大宮             | 22               | J3               | 27               | 5                | 0                | 0                | 1                | 0                | 28               | 5                |
| 通算             | 日本             | 日本             | J1               | 1                | 0                | 0                | 0                | 1                | 0                | 2                | 0                |
| 通算             | 日本             | 日本             | J2               | 246              | 7                | -                | -                | 5                | 0                | 251              | 7                |
| 通算             | 日本             | 日本             | J3               | 27               | 5                | 0                | 0                | 1                | 0                | 28               | 5                |
| 総通算           | 総通算           | 総通算           | 総通算           | 274              | 12               | 0                | 0                | 1                | 0                | 282              | 12               |

その他の公式戦
| 2015   | J-22   | -      | J3     | 14 | 1 | 14 | 1 |
| 通算   | 日本   | 日本   | J3     | 14 | 1 | 14 | 1 |
| 総通算 | 総通算 | 総通算 | 総通算 | 14 | 1 | 14 | 1 |

| 国際大会個人成績 | 国際大会個人成績 | 国際大会個人成績 | 国際大会個人成績 | 国際大会個人成績 |
| 年度             | クラブ           | 背番号           | 出場             | 得点             |
| AFC              | AFC              | AFC              | ACL              | ACL              |
| ---------------- | ---------------- | ---------------- | ---------------- | ---------------- |
| 2019             | 浦和             | 17               | 0                | 0                |
| 通算             | AFC              | AFC              | 0                | 0                |

- Jリーグ初出場 - 2015年3月15日 J3第1節 SC相模原戦（相模原ギオンスタジアム）
- Jリーグ初得点 - 2015年9月20日 J3第29節 SC相模原戦 (相模原ギオンスタジアム)

## タイトル

### クラブ
浦和レッズ
- J1リーグ 1stステージ：1回（2015年）
- 天皇杯 JFA 全日本サッカー選手権大会：1回（2018年）

大宮アルディージャ
- 埼玉県サッカー選手権大会：1回（2024年）
- J3リーグ：1回（2024年）

### 代表
U-16日本代表
- AFF U-16ユース選手権：1回（2012年）

U-19日本代表
- AFF U-19ユース選手権：1回（2014年）

## 代表歴
- U-16日本代表
  - 2012 AFF U-16ユース選手権
  - AFC U-16選手権2012
- U-17日本代表
  - 2013 FIFA U-17ワールドカップ
- U-18日本代表
- U-19日本代表
  - 2014 AFF U-19ユース選手権
  - AFC U-19選手権2014